# UTC+09:30
Giờ UTC+9:30 là một múi giờ dùng cho các nơi sau đây:
- Úc (Giờ chuẩn ở giữa Úc - Australian Central Standard Time)
  - New South Wales
    - Broken Hill**,

  - Lãnh thổ Bắc,
  - Nam Úc**